# Heimolen (Leende)
De Heimolen is een half gesloten standerdmolen te Leende. De kast is gedekt met eiken schaliën. De molen heeft houten borstroeden, die 16 meter lang zijn. De molen heeft één koppel blauwe maalstenen, die een doorsnede hebben van 98 cm.
Het betrof oorspronkelijk een gesloten standerdmolen die dateert van 1754 en was gebouwd op een stuifzandberg, de Molenberg geheten, nabij het huidige Molenbergviaduct, op de Molenheide. De molen, die in gebruik was als korenmolen, was een opvolger van een op 20 juni 1754 afgebrande voorganger. Oorspronkelijk stond de molen op open heideveld, maar Staatsbosbeheer legde er het Leenderbos aan. Daarbij kwam dat molenaar Piet Kerkhofs, die sedert 1926 eigenaar was, na enkele jaren bij zijn woning een motormaalderij liet inrichten.
De molen raakte in verval, maar in 1934 werd ze door Staatsbosbeheer gekocht en in 1937 gerestaureerd. Nu werd het een halfgesloten standerdmolen. In 1938 werd er weer op gemalen. In 1939 werden de wieken van stroomlijnneuzen voorzien. Op 14 november 1940 werd de molen echter door een zware storm volledig vernield. Op deze plaats is tegenwoordig het molenputmonument aanwezig. De molenput werd gebruikt om met het water daaruit de molenstenen te scherpen. Bij wegaanleg en de bouw van het Molenbergviaduct werd de Molenberg afgegraven.

## Herbouw
Vanaf 2003 is er door Frans Hagenaars en Andre van Overdijk gewerkt aan de herbouw van de molen, en wel aan de Kapelstraat nabij Leenderstrijp. Hierbij zijn diverse originele en tweedehandse onderdelen gebruikt. Zo is een gedeelte van de eikenhouten schaliën nog van de vorige molen afkomstig. 